# 日本トムソン
日本トムソン株式会社（にっぽんトムソン、英語:  NIPPON THOMPSON CO.,LTD.）は、日本のベアリングメーカー。商標はIKO。

## 概要
国内で初めて針状ころ軸受（ニードルベアリング）を自社技術により開発した日本のメーカー。取扱製品として、ニードルベアリング、直動案内機器および精密位置決めテーブルがある。また、ベアリングの長期メンテナンスフリーを実現したオリジナル潤滑部品「Ｃルーブ・メンテナンスフリー」シリーズを主力商品としている。
商標であるIKOの由来は、革新的で「Innovation」、高度な技術に立脚し「Know-how」、創造性に富む「Originality」という意味が込められており、「社会に貢献する技術開発型企業」という経営理念を活動の指針としている。

## 沿革
- 1950年2月 - 軸受等の販売を目的として、愛知県名古屋市に大一工業株式会社を設立[1]。資本金500千円。
- 1956年3月 - 針状ころ軸受（ニードルベアリング）の研究開発に着手[1]。
- 1959年 - 兵庫県姫路市に姫路工場を開設し、ニードルベアリングの生産を開始。
- 1963年
  - 6月 - 東京都に本社を移転[1]。
  - 7月 - IKOを自社ブランドとして商標登録[1]。
  - 8月 - 社名を日本トムソン株式会社に変更[1]。
  - 10月 - 東京証券取引所市場第二部に株式を上場[1]。
- 1964年
  - 2月 日本トムソンベアリング株式会社を吸収合併[1]。
  - 神奈川県鎌倉市に鎌倉工場を開設。
- 1967年8月 - 大阪証券取引所市場第二部に株式を上場[1]。
- 1968年
  - 2月 - 本社を現在地（東京都港区高輪）に新築移転。
  - 6月 - 東京証券取引所および大阪証券取引所市場第一部に指定替え[1]。
- 1969年5月 - 岐阜県美濃市に岐阜製作所を開設[1]。
- 1978年5月 - 直動案内機器のリニアウェイ（のちの直動シリーズ）を開発し、販売を開始[1]。
- 1982年 - メカトロ複合製品（のちのメカトロシリーズ）を開発し、販売を開始。
- 2003年3月 - 大阪証券取引所市場第一部の上場廃止[1]。
- 2010年7月 - 子会社の日本トムソン販売株式会社、株式会社笠神製作所、株式会社武芸川製作所の3社を吸収合併[1]。
- 2017年１月 - 中国のベアリング製造・販売会社である優必勝(上海)精密軸承製造有限公司および優必勝(蘇州)精密軸承製造有限公司を子会社化。
- 2021年５月 - 姫路工場の機能を岐阜製作所に集約し、姫路工場を閉鎖。[2]

## 主な事業所
- 岐阜製作所
  - 極楽寺地区（岐阜県美濃市）第一工場、第二工場、第四工場、第五工場
  - 笠神地区（岐阜県美濃市）第三工場
  - 武芸川地区（岐阜県武芸川町）武芸川工場、第五工場
- 土岐メカトロセンター（岐阜県土岐市）
- 鎌倉工場（神奈川県鎌倉市）

## 過去の事業所
- 姫路工場（兵庫県姫路市）

## 連結子会社
- IKO INTERNATIONAL, INC.（米国･イリノイ州）
- NIPPON THOMPSON EUROPE B.V.（オランダ・ロッテルダム）
- 艾克欧東晟商貿（上海）有限公司（中国・上海）
- IKO THOMPSON ASIA CO.,LTD.（タイ・バンコク）
- 日本ディック株式会社（愛知県名古屋市）
- IKO THOMPSON VIETNAM CO.,LTD.（ベトナム・ハイフォン）
- 優必勝(上海)精密軸承製造有限公司（中国・上海）
- 優必勝(蘇州)精密軸承製造有限公司（中国・蘇州）

## 非連結子会社
- 新三重精工(三重県度会郡度会町) - [3][4]
- IKO THOMPSON KOREA CO.,LTD.（大韓民国・ソウル）
- IKO BRASIL SERVIÇOS EMPRESARIAIS EIRELI（ブラジル・サンパウロ）
- IKO THOMPSON BEARINGS CANADA, INC.（カナダ・オンタリオ州）